# Vanni Rodeghiero
Vanni Rodeghiero (ur. 9 lutego 1942) – włoski lekkoatleta, który specjalizował się w rzucie oszczepem.
Wicemistrz uniwersjady w 1965 roku z wynikiem 77,60. Brązowy medalista igrzysk śródziemnomorskich w 1963 roku. Osiągnął wówczas rezultat 74,16. W 1970 odpadł w eliminacjach uniwersjady. Siedmiokrotny mistrz Włoch w latach 1963 - 1980. Rekord życiowy: 78,82 (26 września 1965, Neapol).